# Тюлина, Людмила Николаевна
Людмила Николаевна Тюлина (1897—1991) — советский геоботаник, доктор биологических наук (1966), почётный член Всесоюзного ботанического общества.

## Биография
Родилась в семье юриста Николая Степановича Тюлина и его жены Елены Михайловны Тюлиной (в девичестве Дерюгиной), сестры зоолога Константина и депутата IV Государственной думы Георгия Дерюгиных. В семье было четверо детей — братья Юрий, Владимир, Олег и самая младшая, их сестра Людмила. 
В 1916 году поступила на Стебутовские высшие женские сельскохозяйственные курсы в Петрограде, которые были преобразованы в Петроградскую сельскохозяйственную академию, и в 1923 году окончила академию с присвоением звания учёного агронома.
С 1926 года по 1931 год — научный сотрудник Ильменского заповедника. В 1931—1936 годах — научный сотрудник Арктического института.
В 1936—1937 годах — начальник почвенно-ботанического отряда Камчатской экспедиции СОПС АН СССР. В 1938—1939 годах — сотрудник Института географии АН СССР.
С 1939 года по 1944 год работала в Баргузинском заповеднике. В 1941 году ей было присвоено учёное звание старшего научного сотрудника.
В 1944—1948 годах обучалась в докторантуре Ботанического института АН СССР. В 1946 году присуждена учёная степень кандидата биологических наук по совокупности научных работ.
В 1948—1956 годах — старший научный сотрудник Института биологии ЯФ АН СССР, в 1956—1983 годах — Лимнологического института СО АН СССР. В 1966 году присуждена учёная степень доктора биологических наук по совокупности научных работ.

## Избранные труды
Автор 50 научных работ.
- Тюлина Л. Н. Лесная растительность среднего и нижнего течения р. Юдомы и низовья р. Маи. — М. : Изд-во АН СССР, 1959. — 222 с.
- Тюлина Л. Н. Лесная растительность средней и нижней части бассейна Учура. — М. ; Л. : Изд-во АН СССР, 1962. — 150 с.
- Тюлина Л. Н. Влажный прибайкальский тип поясности растительности / отв. ред. Г. И. Галазий. — Новосибирск : Наука, 1976. — 317 с. — (Труды Лимнологического института СО АН СССР. Т. 23 (43)).
- Тюлина Л. Н. Растительность южной части Баргузинского хребта / отв. ред. Г. И. Галазий. — Новосибирск : Наука, 1981. — 85 с.
- Тюлина Л. Н. Горные леса Северного Прибайкалья : очерки растительности / отв. ред. Г. И. Галазий. — Новосибирск : Наука, 1990. — 119 с. — ISBN 5-02-028958-2.
- Тюлина Л. Н. Растительность западного побережья Камчатки / отв. ред. В. П. Ветрова. — Петропавловск-Камчатский : Камчатский печатный двор. Кн. изд-во, 2001. — 304 с. — (Труды Камчатского ин-та экологии и природопользования ДВО РАН. Вып. 2). — ISBN 5-85857-027-5.